# Perkwunos

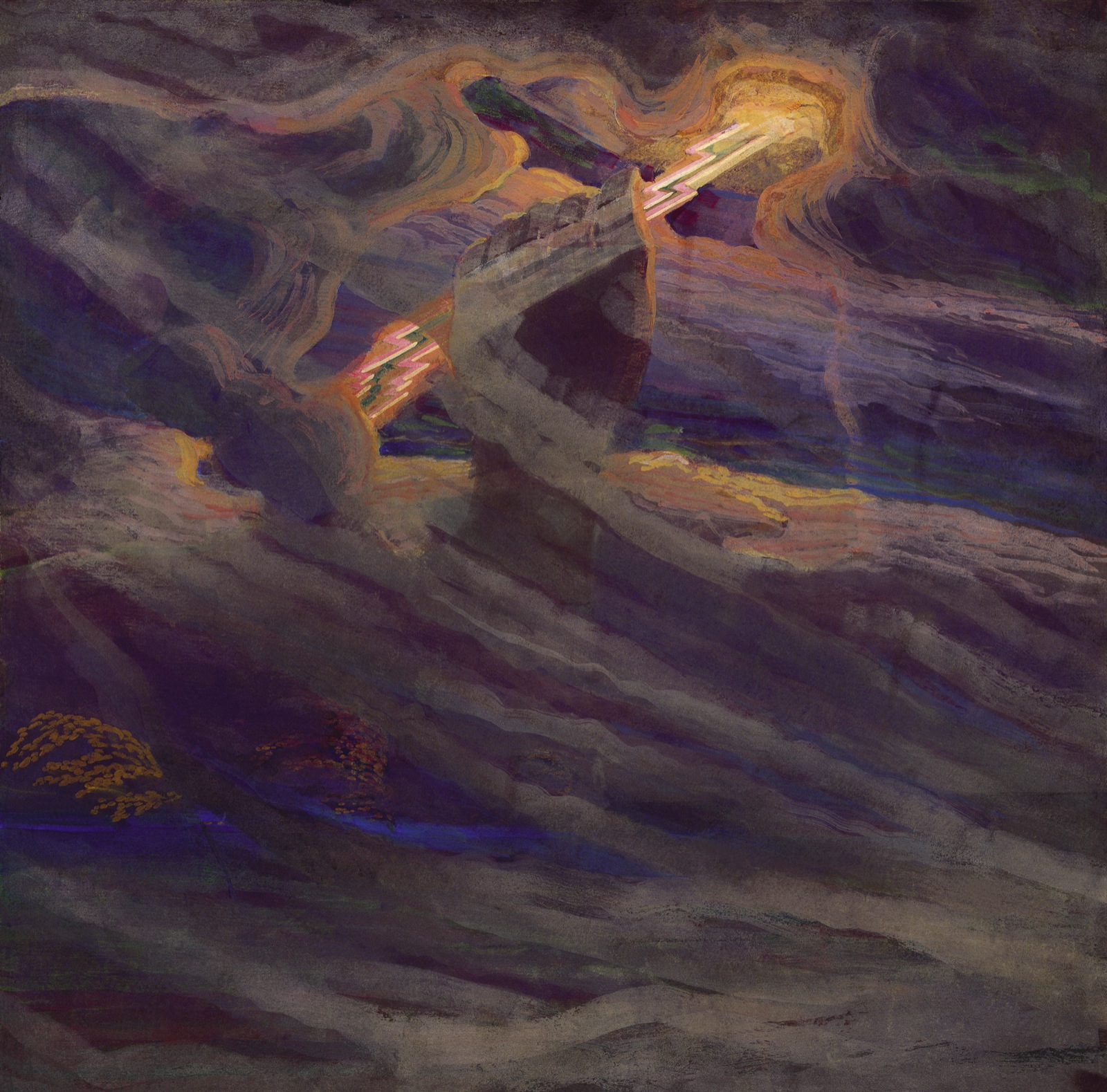
Mikalojus Konstantinas Čiurlionis, Perkunas, 1909. Perkunas was de Litouwse dondergod.

Perkwunos (*perkwunos; IPA: pɛrkʷunɔs; spreek uit: per'kwoenos; 'eikenheer') is de hypothetische dondergod in de Proto-Indo-Europese religie die bestaan zou hebben rond het vierde millennium v.Chr. Deze god is sinds de negentiende eeuw gereconstrueerd door filologen en mythologen op basis van vergelijkend taalkundig en mythologisch onderzoek naar de diverse Indo-Europese talen en tradities. Dat Indo-Europeanen vermoedelijk in een dondergod geloofd hebben, wordt onderbouwd door het karakter van het gereconstrueerde pantheon, de Indo-Europese woordenschat, de vele dondergoden in geboekstaafde tradities, de kenmerken daarvan, en het vaak voorkomende motief van een strijd tussen de dondergod en een draak.
De Indo-Europese voorstelling van Perkwunos was mogelijk als volgt. Hij heerste over storm, donder en regen, en hij had een speciale band met eiken. Zo aanbad men hem via heilige eiken. Ook zou hij bij voorkeur leven in beboste heuvellanden of bergen. Mogelijk had hij een baard en een geitenwagen. De god werd als krachtig beschouwd, en zijn wapen was de bliksemschicht. Soms werd die metaforisch voorgesteld als een strijdhamer of steen. Daarmee bevocht hij allerlei wezens, zoals reuzen en draken die zorgden voor chaos, droogte, dood en armoede. De god waarborgde dus orde, leven en vruchtbaarheid. In verschillende tradities zou Perkwunos zich ontwikkeld hebben tot een almaar prominentere godheid. Soms werd hij vereenzelvigd met de oppergod, of gold hij als de zoon daarvan.
Onderzoek heeft onvoldoende duidelijk gemaakt hoe het Indo-Europese materiaal zich verhoudt ten opzichte van omringende, niet-Indo-Europese culturen. Zo kenden ook culturen uit het Oude Nabije Oosten een strijd tussen de dondergod en een oerdraak. Ook is onduidelijk of er sprake is van een zuiver Proto-Indo-Europese oorsprong, of van een latere ontwikkeling binnen bijvoorbeeld de Noord-Europese tak van de taalfamilie, of van (zeer vroege) ontlening van naburige culturen. Dondergoden en drakendodersmythen komen wereldwijd in veel religies voor. Enerzijds sluit dat latere, onafhankelijke ontwikkelingen niet uit, maar anderzijds gebruikt men dit feit als argument voor de stelling dat Indo-Europeanen ze dan vermoedelijk ook gekend hebben.

## Indo-Europese studies

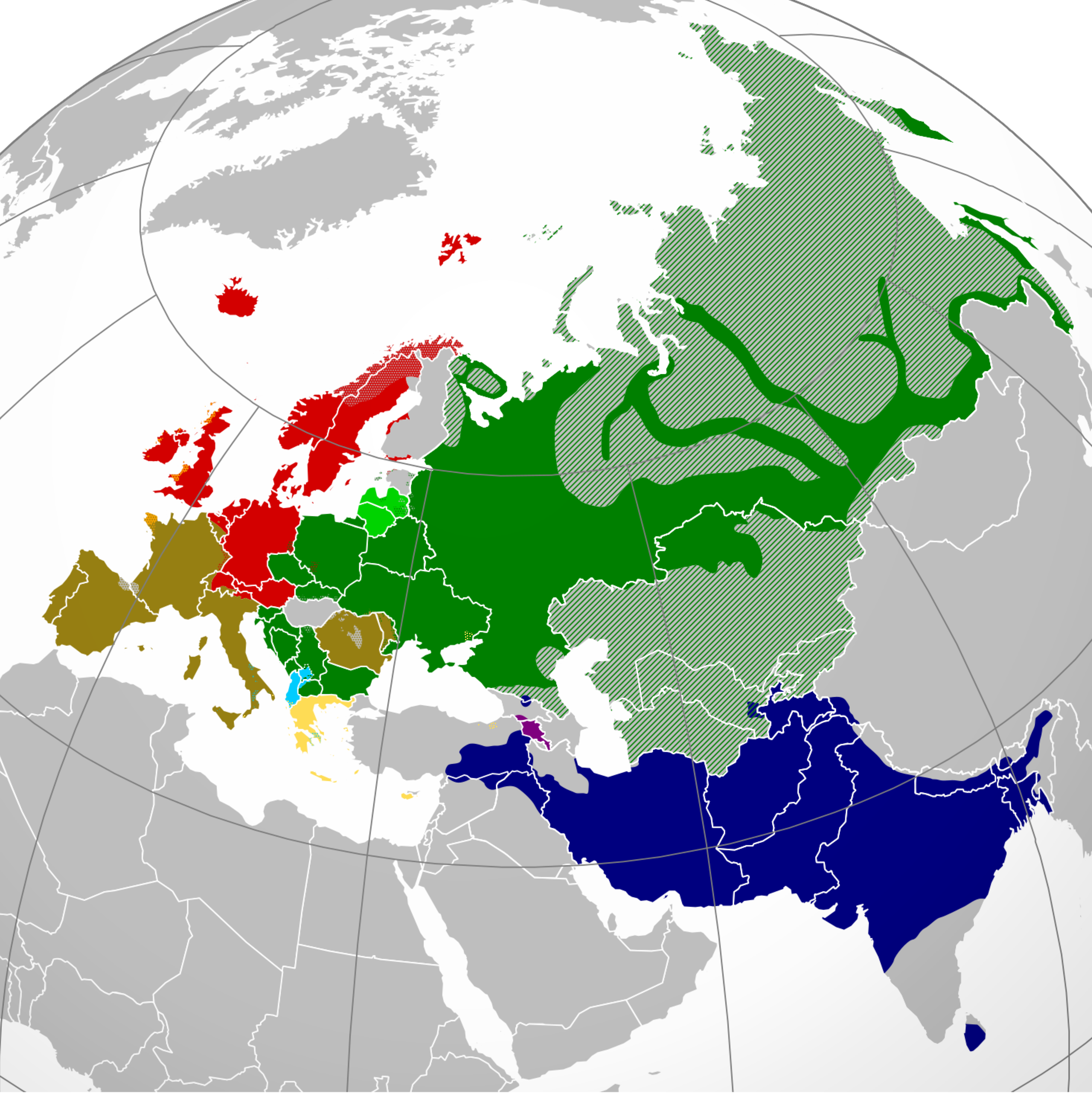
De moderne spreiding van Indo-Europese talen.

Sinds de zestiende eeuw zijn overeenkomsten opgemerkt tussen Indo-Europese talen, zoals het vroeg gedocumenteerde Sanskriet, Oudperzisch, Grieks en het Latijn. Echt onderzoek naar taalverwantschap volgde in de vroege negentiende eeuw. Indo-Europees werd voor het eerst gebruikt als aanduiding voor de taalfamilie in 1813. Sindsdien is door vergelijkend, historisch-taalkundig onderzoek de verwantschap tussen bijvoorbeeld Baltische, Slavische en Indo-Iraanse talen vastgesteld, en is het hypothetische Proto-Indo-Europees gereconstrueerd.
Een taal veronderstelt een taalgemeenschap. Die gemeenschap had een bepaald intellectueel erfgoed, waaronder religie. Taalkundig onderzoek is echter eenvoudiger dan mythologisch onderzoek, omdat taalverandering regelmatiger is dan mythologische en religieuze verandering. Zo is in het oud-Griekse pantheon alleen Zeus duidelijk Indo-Europees in functie en naam. Verder is een enkele parallel tussen bijvoorbeeld een Griekse en een Indiase mythe onvoldoende om een Indo-Europese oorsprong aan te nemen. Culturen kunnen bijvoorbeeld goden en mythen van elkaar overnemen (horizontale transmissie). Reconstructies zijn beter indien ze gebaseerd zijn op materiaal uit veel verschillende gebieden, bijvoorbeeld Scandinavië tot en met India. Die spreiding lijkt op te gaan voor de Indo-Europese dondergod.
Mythologisch onderzoek begon in de negentiende eeuw. Folkloristen en taalkundigen, zoals Jacob Grimm en Hermann Hirt, zagen verwantschap tussen geattesteerde dondergoden in het Indo-Europese cultuurgebied. Hirt leidde namen zoals Fjörgyn en Perkunas af van *perk- 'eik', de boom die verbonden moest zijn met de dondergod. Onder invloed van de evolutietheorie veronderstelden godsdiensthistorici, zoals James Frazer, aan het begin van de twintigste eeuw dat religie zich van primitief naar abstract had ontwikkeld, een vorm van culturele evolutie die bekendstaat als unilineaire of eenlijnige evolutie. Zo zouden oeroude goden enkel metaforen zijn voor natuurfenomenen in een animistische context. De dondergod representeert dan het onweer. Leopold von Schroeder stelde een middenweg voor. Volgens hem kenden de Indo-Europeanen een triade: de hoogste god (geloof in een opperste geest), de natuurgod (aanbidding van de natuur) en de zielsgod (geloof in de ziel, voorouders etc.). Volgens dit schema golden bijvoorbeeld Apollo en Thor als verwante personificaties van natuurverschijnselen. Georges Dumézil suggereerde met zijn onderzoeken niettemin een oude maar goed ontwikkelde, Indo-Europese religie. Voor hem en anderen gold de religie als een afspiegeling van een triadische sociale structuur: de priesterklasse, krijgersklasse en boerenklasse. De dondergod zou staan voor de krijgersklasse. Later is door onder anderen Roman Jakobson de verwantschap tussen het Baltische Perkunas, Slavische Perun (en variëteiten), Griekse Keraunos en andere dondergoden verder uitgewerkt.
Veel theorieën, zoals Dumézils triadische structuur, zijn achterhaald. Indo-Europese dondergoden zijn bijvoorbeeld niet gelijk aan oorlogsgoden (Zeus ≠ Ares, bijvoorbeeld). Het taalkundige onderzoek heeft baat gehad bij onder andere de ontcijfering van het Tochaars en Hettitisch, twee aparte takken van de taalfamilie. Ook is er meer aandacht voor de structuur van mythen rondom goden en helden, en voor de verschillende, soms genuanceerde functies daarvan.

## Indo-Europese dondergoden
Naast de hemelvader Dyeus is de dondergod de meest zekere reconstructie van het Proto-Indo-Europese pantheon. Dat er een dondergod vereerd moet zijn geweest, wordt vermoed door de aanwezigheid van dondergoden in veel takken van de Indo-Europese taalfamilie. Indo-Europeanisten nemen aan dat de distributie qua tijd en plaats dusdanig is, dat de kans op overname uit naburige culturen (horizontale verbreiding) nihil is. De volgende, latere Indo-Europese dondergoden zijn bekend uit geschreven bronnen, en gelden als representaties van Perkwunos.
| Indo-Europese tak | Goden                                                                            |
| ----------------- | -------------------------------------------------------------------------------- |
| Albanees          | Perëndi/Perend/Perndī (verwantschap onzeker)                                     |
| Anatolisch        | Hettitisch: Perwasj, Pirwa, Tarhunna/Tarhunta; Luwisch: Tarhunza; Palaïsch: Taru |
| Baltisch          | Litouws: Perkúnas; Lets: Pērkons/Perkuōns; Pruisisch: Percunis                   |
| Germaans          | West-Germaans: Donar; Noords: Thor, Fjörgyn, Fjörgynn (indirect)                 |
| Grieks            | Keraunos, Zeus, Herkyna (verwantschap onzeker)                                   |
| Indiaas           | Indra, Parjanya, Parvata                                                         |
| Keltisch          | Taranus, Taranis, Hercynia; Iers: Dagda(e)                                       |
| Nuristani         | Pärun (oorlogsgod; verwantschap onzeker)                                         |
| Pashto            | Pērūne (naam voor de Pleiaden)                                                   |
| Perzisch          | Verethragna (indirect)                                                           |
| Romeins           | Jupiter                                                                          |
| Slavisch          | Oudrussisch: Perunu; Wit-Russisch: Piarun; Pools: Perun; Slowaaks: Parom         |
| Thracisch         | Perkos/Perkōn (verwantschap onzeker)                                             |

## Analyse
Perkuns trof de eik

Met negen schichten;

Drie spleten de stam,

Zes de top.

Binnen Indo-Europese studies is Perkwunos de gebruikelijke naam voor de dondergod. De naam *perkwunos , 'eikenheer', is gereconstrueerd op basis van overgeleverde, etymologisch verwante Indo-Europese woorden zoals godennamen. Gereconstrueerde woorden worden gemarkeerd met een asterisk. Belangrijk voor de reconstructie zijn vooral het Germaanse Fjörgyn, Keltische Hercynia, en de Baltische en Slavische namen. De Baltische taalgroep in het bijzonder is conservatief en bevat archaïsche, Indo-Europese elementen die elders niet of weinig meer voorkomen. Overige etymologisch verwante namen zijn vermoedelijk Përendi, Keraunos, Parjanya, Herkyna, Pärun, Perkos, Perwasj, Pirwa en Parvata.
*Perkwunos is de gangbare reconstructie. Daarbij staat kw voor articulatie van de [k] met beide lippen. Er bestaan sterk gelijkende alternatieven. De Russische taalkundigen T.V. Gamkrelidze en V.V. Ivanov geven *pher(kho)uno-, en P. Jackson *perkwúh3nos. De Russische variant heeft aspiratie h van de [p], en bevat (k), omdat hij als reconstructie bedoeld is voor twee groepen woorden en namen, respectievelijk met -k- en zonder -k- (bijvoorbeeld Perkunas en Perun). Het is echter mogelijk dat de groepen met en zonder -kw- verschillende etymologieën hebben. Jacksons variant heeft h3, een niet exact te reconstrueren o-achtige klinker. Ook wordt klemtoon genoteerd, ú. Bij beide geldt [o] als mogelijke klinker naast [u].
Alle varianten hebben dezelfde morfologische structuur: perkwu- + -no- + -s. *Perkwu- is de stam van het woord, voluit *perkwus, 'eik'. De afleiding *perkwunos van *perkwus is analoog aan bijvoorbeeld het Latijnse Portunus van portus en tribunus van tribus. De wortel van *perkwu- is *per-, '(in)slaan'. Het Proto-Indo-Europese achtervoegsel -no- diende voor de vorming van naamwoorden uit stammen, en betekent '(be)heerser van'. Voorbeelden ervan zijn *Woðanaz (Wodan) 'heer van razernij' en dominus 'heer van het huis'. Na -no- volgt de naamval. De mannelijke nominatief enkelvoud is -s.

## Reconstructie
De namen zonder -kw- worden soms beschouwd als afgeleide (verbasterde) vormen van de namen met -kw-, maar gelden vaak als oorspronkelijke varianten. Bijvoorbeeld het Oudrussische Perunŭ en Litouwse Perkṹnas hebben dan geen Proto-Balto-Slavische grondvorm, maar een afzonderlijke Indo-Europese oorsprong. Wel is het Proto-Indo-Europese *perkw- waarschijnlijk een verlengde wortel van *per- '(in)slaan'. Het semantische verband is dat bliksem veel vaker inslaat bij eiken dan bij andere boomsoorten. Mogelijk werd de eik *perkwus genoemd, omdat hij gewijd zou zijn aan de dondergod.
Naast de groepen met en zonder -kw- staat het Vedische Parjanya. Voor de drie varianten zijn respectievelijk *perkwunos ('eikenheer'), *peruh3nos ('slagheer'), en *pergénjos als reconstructie voorgesteld. Deze verschillen in de wijze waarop de wortel verlengd is. De drie reconstructies, indien correct, kunnen onafhankelijk ontwikkeld zijn als aanduiding voor de dondergod. Dat kan door associatie en taboevervorming. Taboevervorming is echter een oplossing voor één gedeelde oorsprong: doordat godennamen taboe werden, trad vervorming op. Een andere oplossing is onomatopeïsche vervorming of klanknabootsing. Dergelijke processen zijn niet filologisch hard te maken.
Het verschil in etymologische analyse betekent niet dat er geen Proto-Indo-Europese dondergod geweest kan zijn. Godennamen worden soms door bijnamen vervangen, en ook wisselen goden (onderling) van eigenschappen gedurende de ontwikkeling van een mythologie. Ondanks de verlengingsvariatie is de wortel *per- steeds hetzelfde. In diverse Indo-Europese talen bestaan daarmee verwante woorden (cognaten), die het karakter van eenzelfde dondergod laten zien.

### *Peruh3nos
De onverlengde wortel *per- zit in *peruh3nos, 'slagheer'. Deze reconstructie vormt de basis voor bijvoorbeeld het Hettitische Perwasj en Oudgriekse Keraunos. Perëndi's taalkundige en mythologische verwantschap is onzeker, en betekent thans 'hemel' en 'god', maar werd vooral genoemd in gebeden voor regen. Een mogelijke analyse is perun + di ('god'). Keraunos is de verpersoonlijkte bliksemschicht en een epitheton voor Zeus. *Peruh3nos is tevens de basis voor de diverse Slavische naamvarianten zonder -kw-. Diverse locaties, zoals bergen, heuvels en heilige eiken, zijn naar de god vernoemd. In de Baltische en Slavische talen komen de naamvarianten overeen met woorden voor 'bliksem'.
Andere onderzoekers beschouwen de groep zonder -kw- echter als verbasteringen van de -kw-groep. Volgens die visie is bijvoorbeeld het Oudrussische Perunŭ gevormd naar *perō- 'slaan/raken' door volksetymologie, maar is het oorspronkelijk afgeleid van *perkwus. Verethragna is overigens niet etymologisch verwant ([v] ≠ oorspronkelijke [p]). Het is wel verwant aan het Oudindische Vrtrahán, 'doder van de draak' (Vrtra), een bijnaam van Indra.

### *Perkwunos

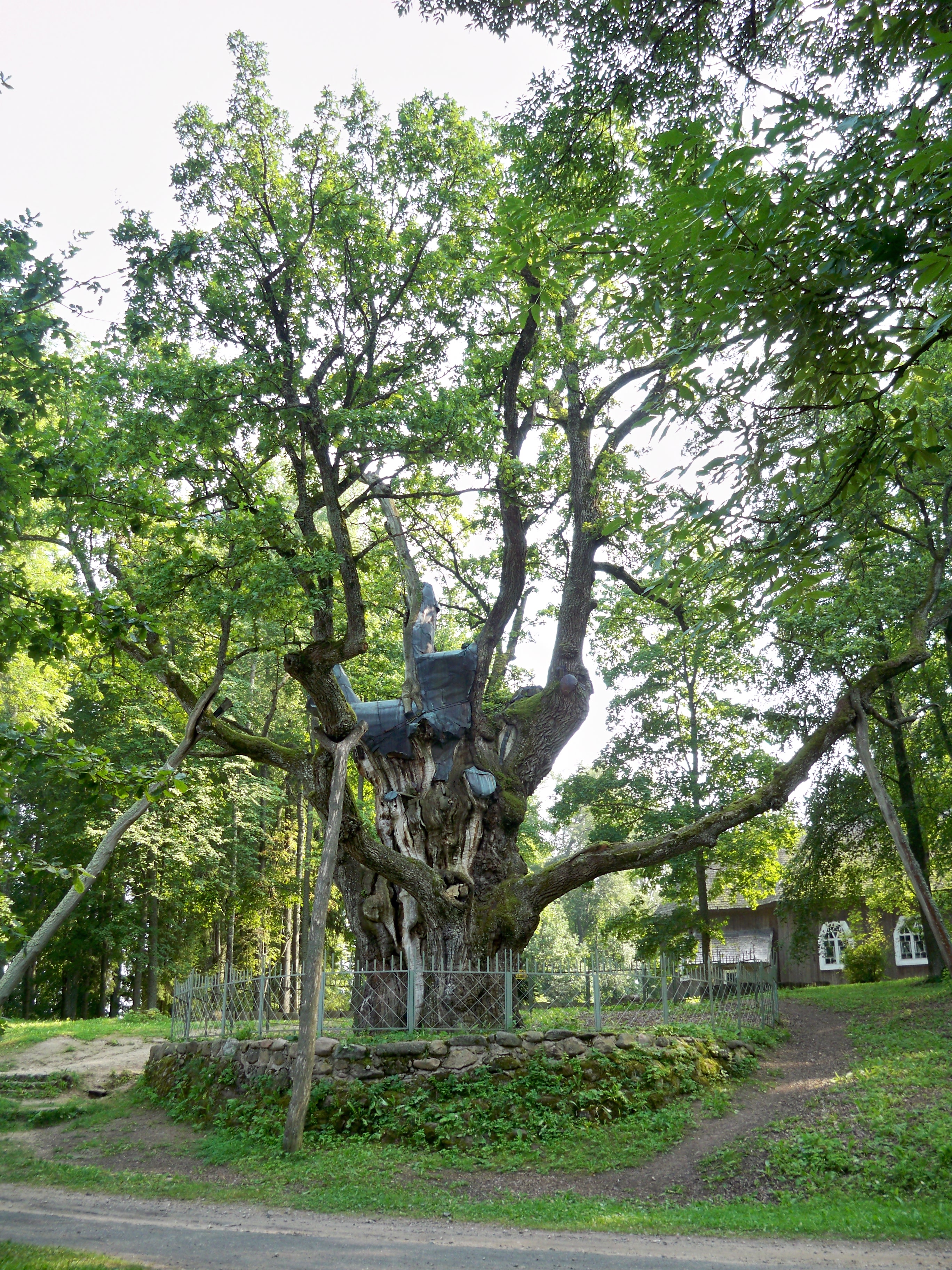
De zogeheten Stelmuže-eik in Litouwen, een eeuwenoude boom waar Perkunas mogelijk aanbeden werd.

De verlengde wortel *perkw- betekent 'eik' en is de basis voor onder andere het Balto-Slavische *perkwus 'eik' en Latijnse quercus 'eik' ([p] → [k], een regelmatige klankverandering in het Latijn). Uit de wortel zijn de Keltische, Germaanse en Baltische namen gevormd, die 'eikenheer' betekenen. Verwantschap met de Thracische Perkos/Perkōn is onzeker, omdat die alleen bekend is van een heldencultus.
Het verband tussen de dondergod en de eik blijkt uit diverse mythologische tradities. Thor slaat reuzen alleen neer als ze onder eiken staan, niet als ze schuilen onder een beuk. De Osseten (een Indo-Iraanse groep) geloofden dat de dondergod voornamelijk eiken met zijn bliksem trof, waardoor zaailingen rondom huizen en dergelijke werden verwijderd. Homeros noemde de wapens van Zeus aiganeē 'speer' en aigís 'schild', van de stam *aik- 'eik'. Aan de dondergod gewijde eiken waren bekend bij de Germanen (donareiken), Balten (Perkūno azjuolas/Pērkōna ōzōls), Slaven (Perunov dub, 'eik van Perun'), Grieken en Romeinen. Ook elders zijn eikencultussen te vinden, zoals in de Kaukasus.
De Oudnoordse naam Fjörgyn(n) stamt van het Proto-Germaanse *Perkwuni ([p] → [f], een regelmatige verandering). De mannelijke Fjörgynn is een erg obscuur figuur in de Noorse mythologie, maar was vermoedelijk de oorspronkelijke stormgod en vader van Thor. Fjörgyn representeerde daarentegen de aarde, en was de moeder van Thor. Ze was mogelijk de godin van beboste bergen.
Het Keltische Hercynische woud, bevestigt de relatie tussen de dondergod, bergen en wouden. Hercynia stamt van *perkwun(i)yo of *perkwun(i)ya. Het betekent 'domein van Perkwunos', oftewel de beboste bergen. Mogelijk is Herkyna verwant, de Griekse naam voor een stroom die gewijd is aan Demeter, moeder aarde. Dit zou wederom het verband tussen moeder aarde en de dondergod laten zien. Verwantschap kan echter alleen als de naam een Keltische etymologie heeft, gezien de Keltische ontwikkeling van p- naar h-. Het probleem is dat een Keltische oorsprong voor een riviernaam in Griekenland vreemd is.

### *Pergénjos
Parjanya is de Vedische stormgod en geldt soms als verwant van Perkwunos. Het Proto-Indo-Europese *per(kw)unos moet via de regelmatige klankveranderingen die het Vedisch typeren echter resulteren in een niet-bestaande *par(k)ṹnas. Daarom is de reconstructie *Pergénjos voorgesteld, waarmee ook het Slavische *per(g)ynia verklaard wordt, 'beboste heuvel'. Enerzijds bestaat de analyse *per- + *-ĝen- + -áni-, anderzijds is *perg- aangewezen als variant van *perkw-. Het Indogermanisches etymologisches Wörterbuch rekent *perg- [IPA pɛrg] bijvoorbeeld als variant van *per- '(in)slaan'. Een argument voor de alternatie is het Armeense werkwoord voor '(in)slaan', hari (aoristus) naast harkanem (tegenwoordige tijd). De verwantschap van Parjanya blijft echter omstreden.

## Niet-verwante namen
Diverse namen van Indo-Europese dondergoden zijn geen cognaten van *perkwunos. Bij Jupiter en Zeus is bijvoorbeeld sprake van assimilatie. De oorspronkelijke Proto-Indo-Europese hemelvader nam de eigenschappen van de dondergod over.
Oorspronkelijk was Thor/Donar vermoedelijk slechts een attribuut, de bliksem. Thor en Donar gaan via het Germaanse *Þunaraz terug op het Proto-Indo-Europese *tenh2- 'donder'. Die wortel is ook de basis voor Taranis (vergelijk Oudierse torann), oorspronkelijk een bijnaam, en voor Parjanya's bijnaam, stanayitnú- 'donderaar'. De ontwikkeling van bijnamen tot namen en van attribuut tot god komt vaker voor. Goden hadden soms gepersonifieerde attributen. Zo kreeg Zeus volgens Hesiodos zijn bliksem dankzij Brontes, Steropes en Arges (arges keraunos), 'donder', 'lichtflits' en 'bliksemschicht'.
De Anatolische namen Tarhunna/Tarhunta, Tarhunza en Taru zijn wellicht afgeleid van *tarh- 'verslaan/overwinnen'. 'Verslaan/overwinnen' in de naam is aannemelijk, doordat de stormgod bij uitstek een god is die chaosmonsters weert en verslaat (zie § Kosmische strijd). De etymologie is tevens een argument voor het veronderstelde oorlogsaspect van de dondergod. De stam is ook voorgesteld als alternatieve verklaring voor het Keltische Taranis.

## Eigenschappen
Van alle eigenschappen die de Indo-Europeanen toekenden aan de dondergod is het wapen de zekerste reconstructie. De overige blijven (erg) onzeker.

### Hamer, knots en bliksem
De god vecht met behulp van bliksem. In meerdere Indo-Europese representaties van de dondergod is sprake van knotsen, stenen of strijdhamers. Die wapens zijn etymologisch of semantisch steeds verbonden met vuur, steen, donderend geluid en verpletteren. Ze gelden als metaforen voor de bliksem. Bij het wapen van de dondergod ligt de nadruk dan ook altijd op het effect ervan.
Herakles, zoon van Zeus, hanteerde net als de Ierse Dagda een knots om monsters te bestrijden, een wapen dat soms ook gebruikt werd door Indra. De Wit-Russische Piarun maakt net als Indra bliksem met twee stenen: associatie van stenen met gerommel en het produceren van vonken. Indra's wapen wordt tevens brandend stenen projectiel genoemd, gesmeed uit bergen.
De Germaanse en Baltische dondergoden hebben strijdhamers. Thor had Mjölnir (van het Proto-Germaanse *melðuniyaz), Perkunas Milna (Lets, van het Baltische mildna). Ze zijn cognaten die etymologisch verwant zijn met twee groepen van Indo-Europese woorden. De eerste groep betekent 'donder': bijvoorbeeld Pruisisch mealde, Russisch molnija, Oudkerkslavisch mluniji, Welsh melt, vergelijk IJslands myln ('vuur'). De tweede betekent 'hamer': bijvoorbeeld Luwisch maldani, Latijn malleus, Russisch mólot, Bretons mell. Het onderliggende semantische verband is vermalen/verpletteren → verpletterend instrument → donder → bliksem. Vandaar bijvoorbeeld ook: Grieks mule 'molen', Latijn molare 'vermalen'.
Niet lexicaal maar wel semantisch verbonden is de vajra 'vermorzelaar', Indra's bliksem. Het woord is verwant aan het Avestaanse vazra 'bliksem', Tochaarse wasir 'bliksem' en Oudgriekse fágnumi 'slaan/breken'.

### Wagen
Thor reed in een kar die getrokken werd door twee geiten. Perkunas reed eveneens in een kar, nu eens voortgetrokken door een bok, dan weer door twee geiten. In Baltische en Duitse folklore komt het idee voor dat de snip de bode van naderend onweer is, respectievelijk Donnerziege en Gods/Perkunas' geit genoemd. Het geluid van de staart van deze vogel werd namelijk vergeleken met het geluid van de geit. Verder gebruikt Homeros het epitheton aigi(w)ochos voor Zeus, oorspronkelijk 'geitenrijdend', terwijl Zeus in een orfische theogonie ten hemel rijdt op een geit. Geiten komen ook elders in Indo-Europese mythologie voor. Zo trekken ze de wagen voort van de oude Indiase vruchtbaarheidsgod Pusan. Het is onzeker of deze voorbeelden voldoende zijn om een Proto-Indo-Europese herkomst te veronderstellen.

### Baard
Bij meerdere Indo-Europese stormgoden wordt een baard als kenmerk beschreven: een rode, vurige baard bij zowel Thor als Indra, een donkere of koperkleurige baard bij Perkunas en een blonde bij Perun. Ook de Armeense held Varagn had een vuurrode baard, en hij ontwikkelde zich uit de Oudperzische Verethragna. Beide figuren waren drakendoders.

### Vraatzucht
Onzeker is het aspect van eetlust. Soms wordt de vechtende stormgod beschreven als een groot eter en drinker. Indra verslindt bijvoorbeeld twintig stieren en drinkt hele meren van soma. Herakles wordt eveneens gekenmerkt door vraatzucht, en hetzelfde geldt voor de Noordse Thor.

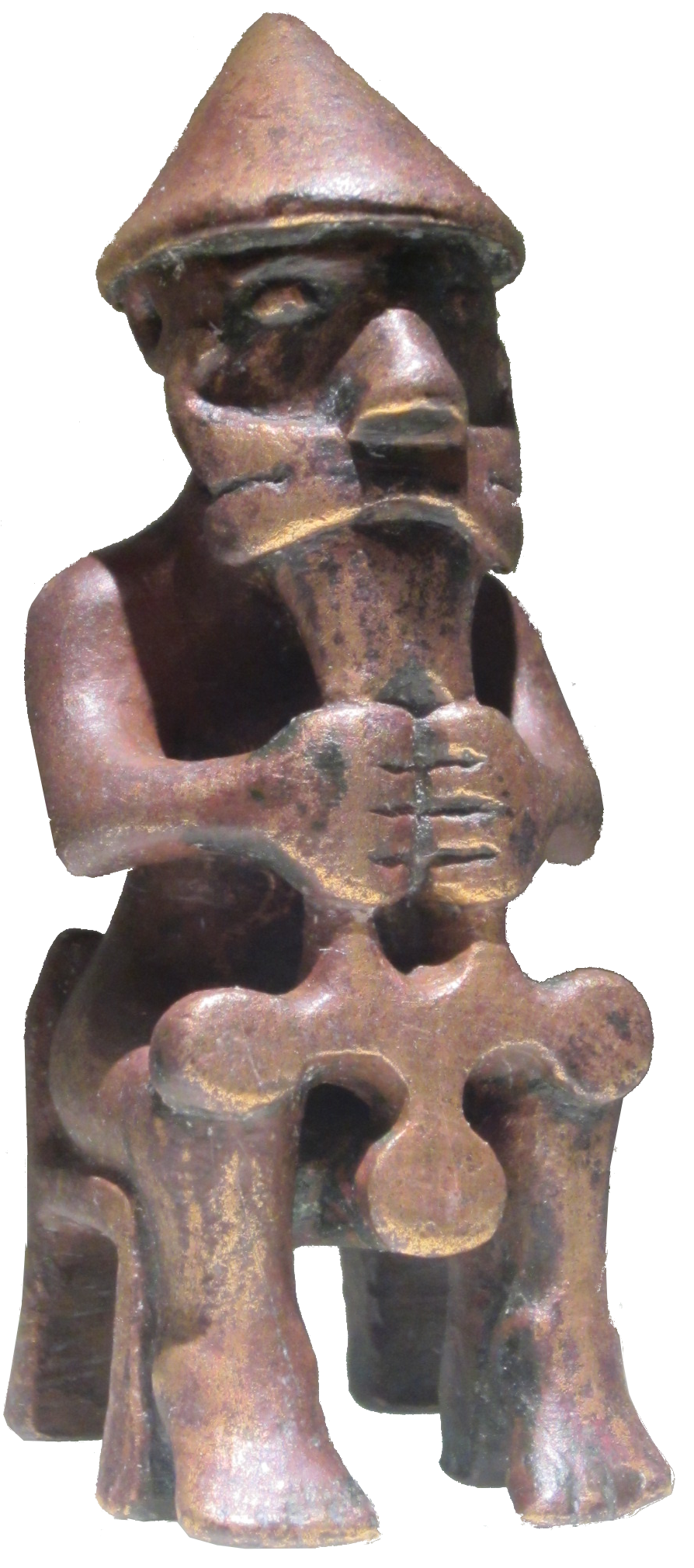
Bronzen beeldje van Thor, met baard en hamer.
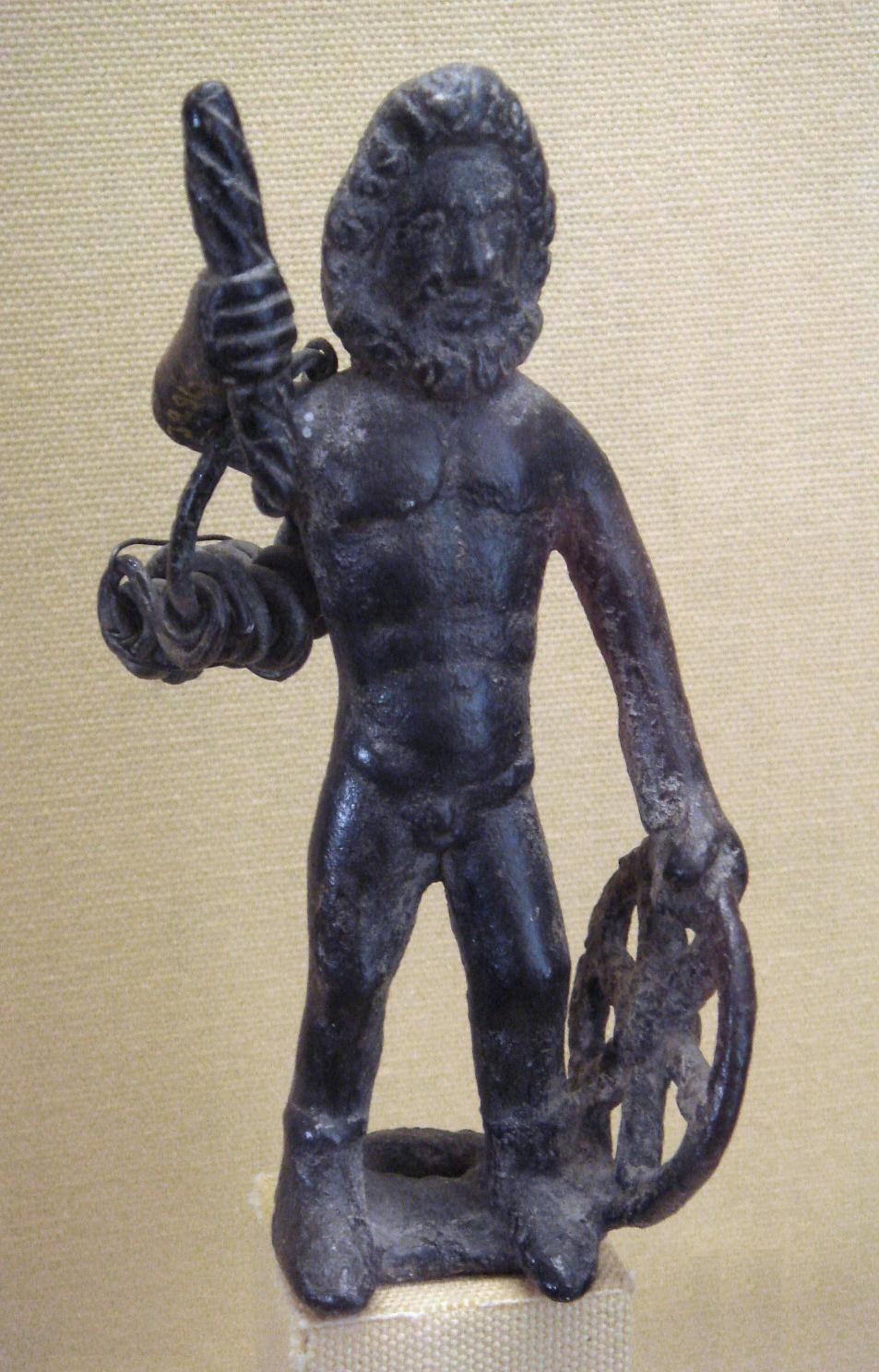
Beeldje van Taranis met bliksem en wiel.
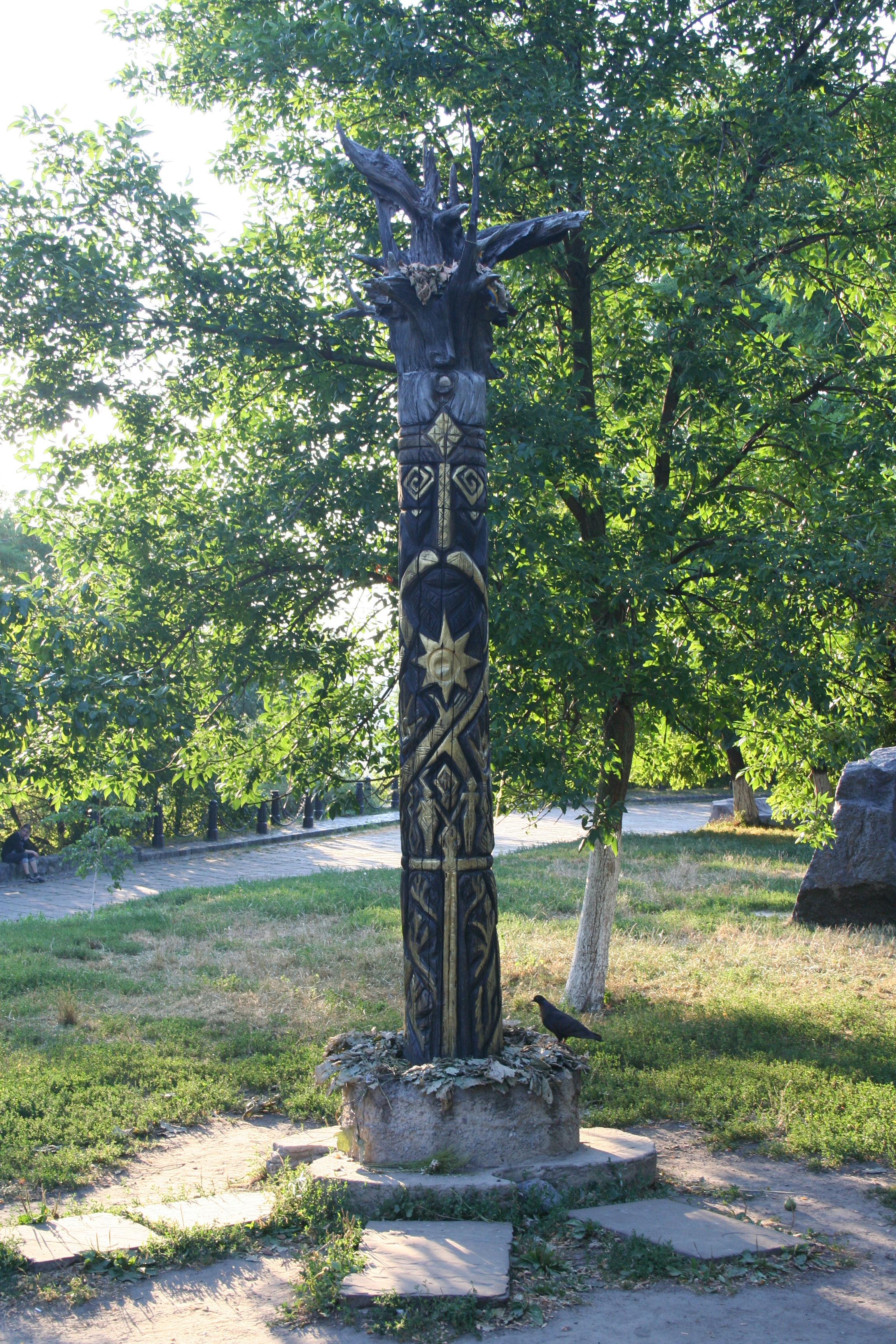
Moderne variant van een Perun-idool. Restanten van oude idolen en hun locaties zijn gevonden, bijvoorbeeld in 1951 op de heuvel Peryn, ten zuiden van Novgorod.
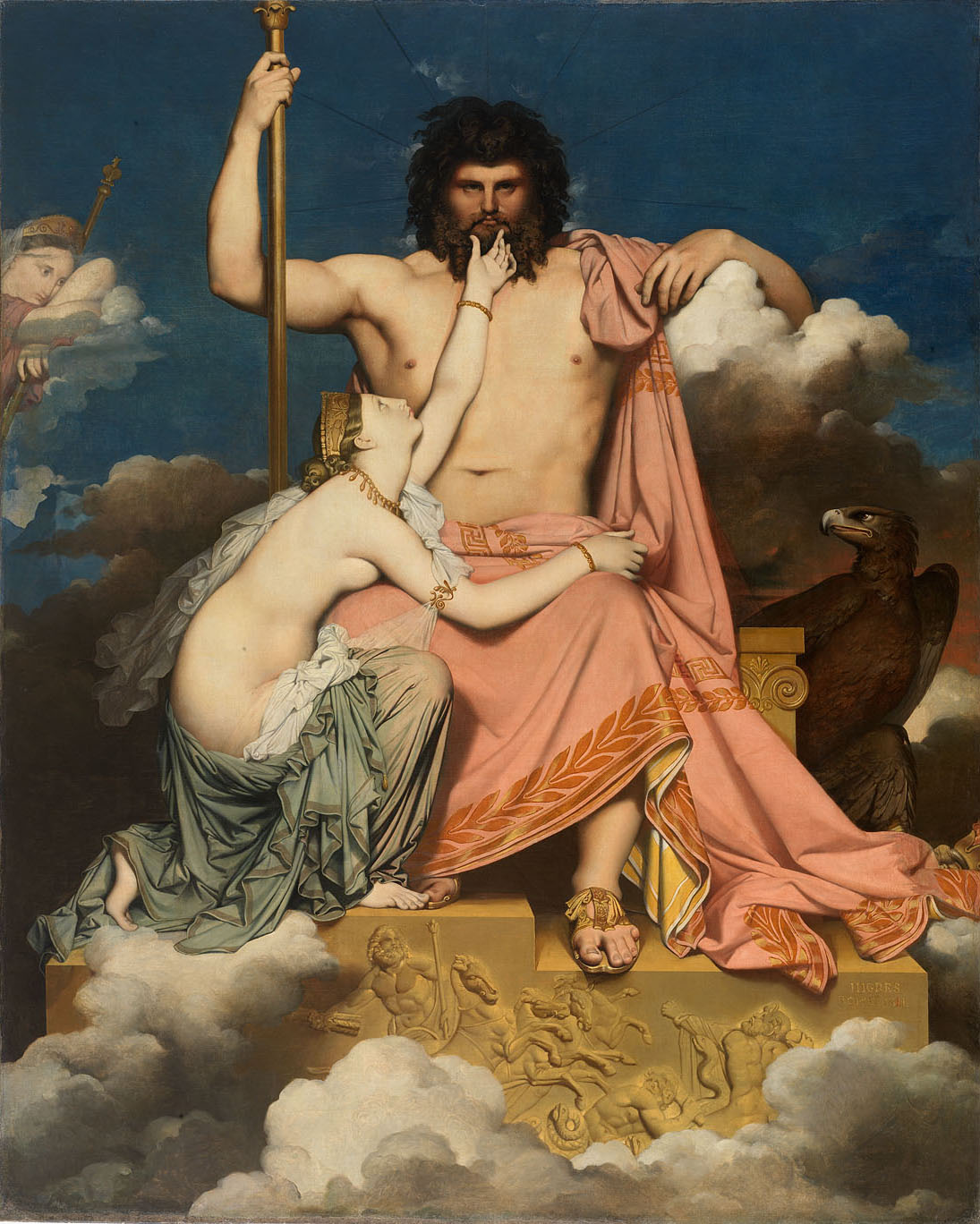
Zeus is niet alleen de Griekse variant van de Indo-Europese hemelvader, maar ook dondergod. Zeus en Thetis, geschilderd door Jean Auguste Dominique Ingres, 1811.
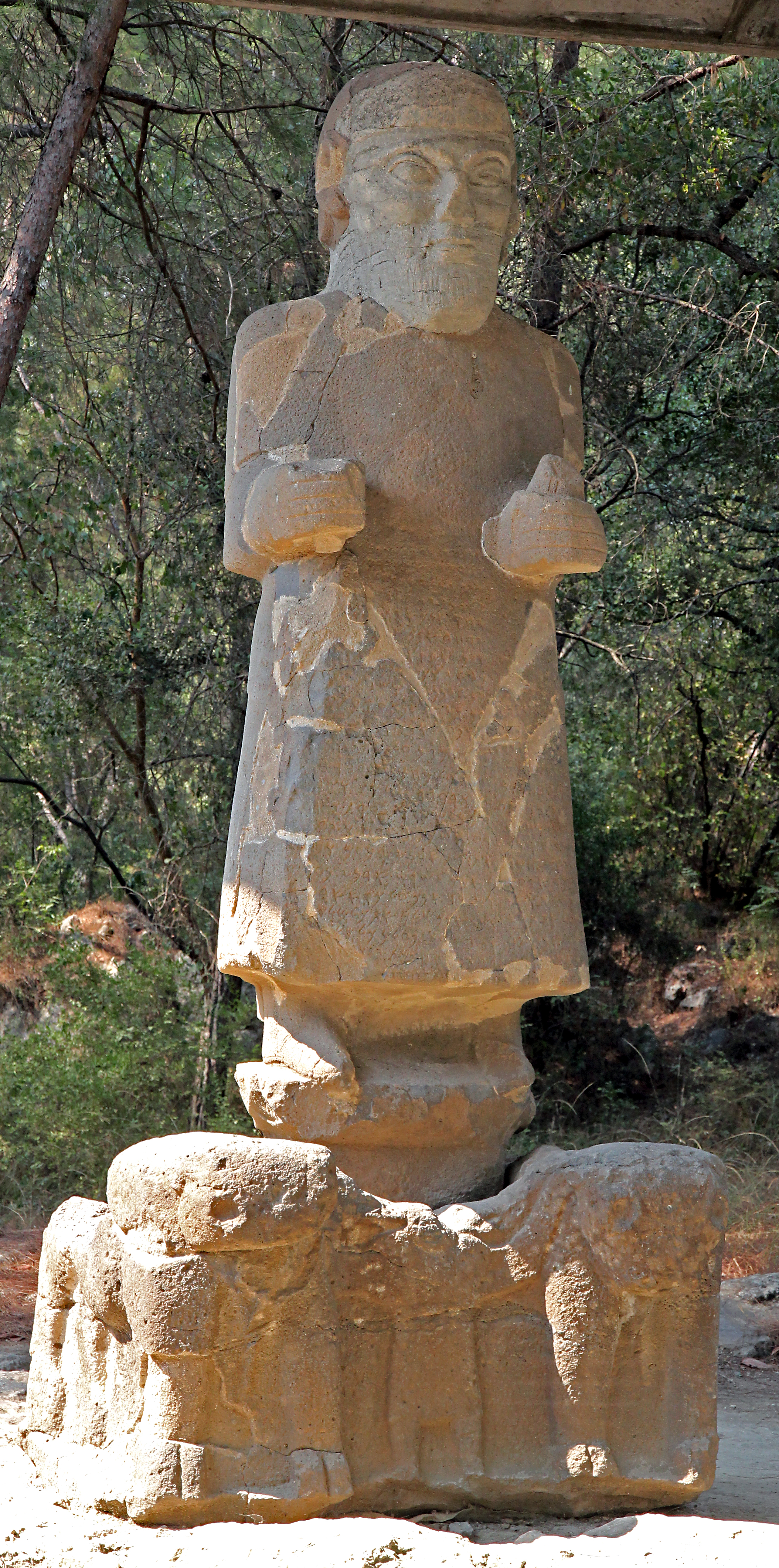
Neo-Hettitisch beeld van Tarhunna, Osmaniye, Zuid-Turkije. Anatolische voorstellingen zijn beïnvloed door Mesopotamische iconografie.
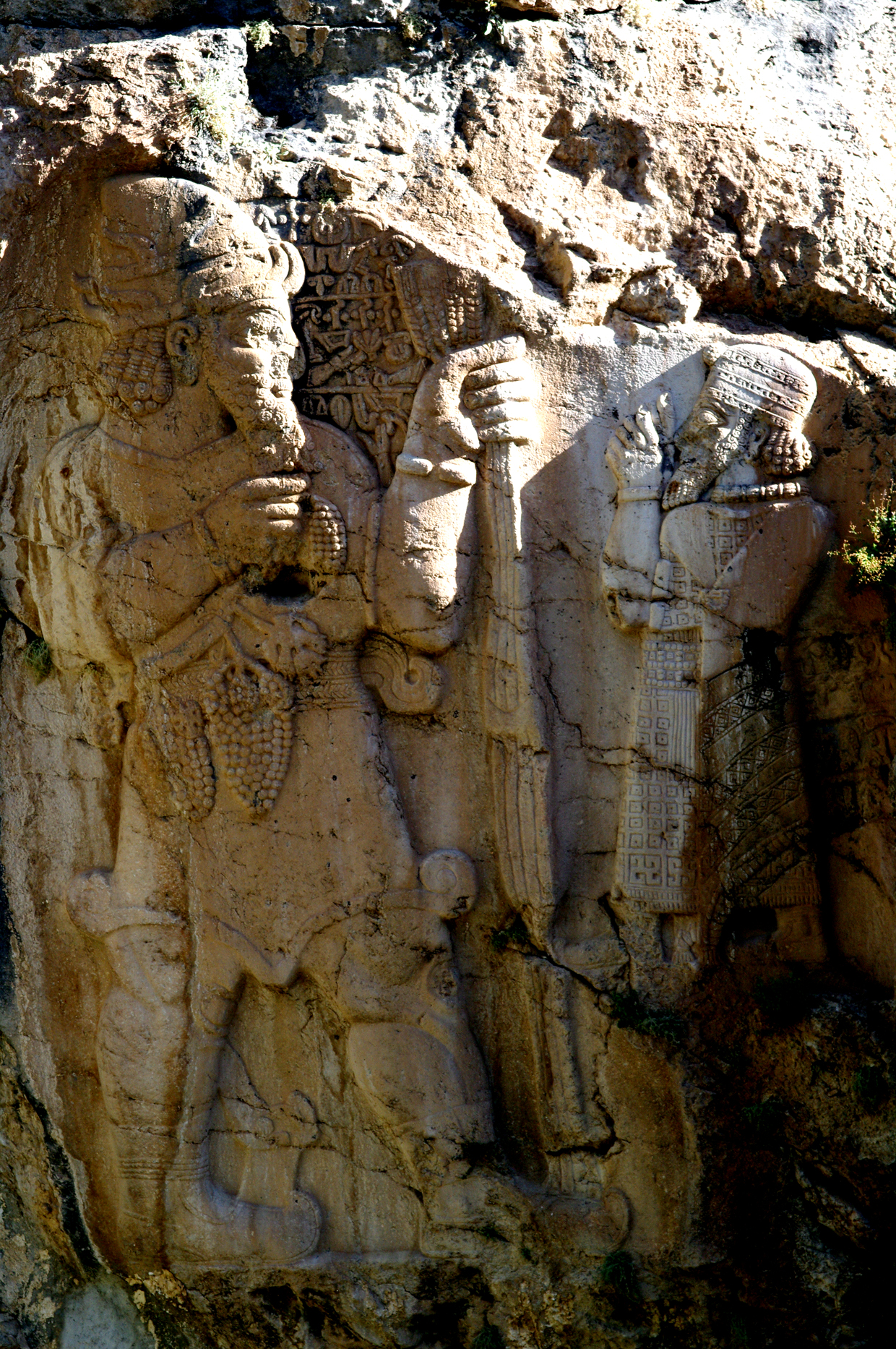
De Hettitische koning aanbidt de stormgod, die hier tevens vruchtbaarheidsgod is. Laat-Hettitisch reliëf, achtste eeuw v.Chr.

## Karakterisering
Het Indo-Europese woord voor 'god', *deiwós is afgeleid van *dyeu- 'hemel/dag', dat weer is afgeleid van de wortel *dei 'schijnen/oplichten'. Vandaar het Latijnse deus 'god', Germaanse *Tiwaz (→Tyr) en het Nederlandse dag. Waarschijnlijk waren Proto-Indo-Europese goden geassocieerd met de lucht of hemel. Enkele gereconstrueerde Proto-Indo-Europese goden zijn dan ook de zon, zonnedochter, dageraad en de hemelvader Dyeus. De dondergod sluit hier bij aan.
Perkwunos was de god van bliksem en storm. Hij was sterk en actief, en vermoedelijk verbleef hij volgens de Indo-Europeanen bij voorkeur in wouden, heuvel- en berglanden. Sommige onderzoekers vermoeden dat hij niet alleen een dondergod, maar ook een oorlogsgod was. Dat aspect komt althans voor in de Indiase, Slavische, Baltische en subtieler in de Griekse en Germaanse mythologie. In diverse tradities trad de dondergod ook op als iemand die monsters bevocht, zoals reuzen en draken. Die vertegenwoordigden verwoesting, armoede, dood en chaos, en dus was de dondergod een beschermer en ordebewaarder.
Hij besliste tevens over regenval, die nodig was voor de landbouw en dus voor het in stand houden van de samenleving. Zeus en Parjanya waren niet alleen dondergoden, maar ook regengoden. In het Sanskriet ging parjanya zelfs 'regenwolk' betekenen. In Hettitische rituelen werd de dondergod verzocht om regen te laten neervallen, en zowel de Balten als de Slaven kenden een sterke traditie van regenrituelen. Bij de Slaven maakten meisjes daar deel van uit, en zij droegen namen die verwezen naar Perun, zoals Perperun. Hoewel het oorspronkelijk om een aspect ging van de hemelvader (die moeder aarde bevruchtte), ontwikkelde zich hieruit een vruchtbaarheidsaspect bij de dondergod. De hamer van Thor werd bijvoorbeeld een vruchtbaarheidssymbool.
In meerdere tradities is de dondergod almaar prominenter geworden of zelfs vereenzelvigd met de oorspronkelijk Indo-Europese hemelvader, de oppergod. Voorbeelden zijn Jupiter en Zeus. Zeus heeft de rol van stormgod mogelijk overgenomen van Keraunos, de vaste benaming voor Zeus' bliksem. Voor de Hettieten was hun dondergod de belangrijkste god. Thor, Perkunas en Parjanya golden als zonen van de respectievelijke oppergoden. Soms hebben helden eigenschappen van de dondergod overgenomen, wat het geval is bij Herakles, zoon van Zeus. Indra heeft mogelijk eigenschappen van Parjanya overgenomen en groeide uit tot de prominentste god.
Het Proto-Indo-Europese pantheon is weleens voorgesteld als een familie, met een hemelvader, een moeder (aarde), zoon, dochter en kleinzoons met hun echtgenotes. Perkwunos wordt daarbij voorgesteld als de zoon van de hemelvader. Het is mogelijk dat hij een echtgenote had die geassocieerd was met de aarde. Dit is het geval in de Veda's, Albanese en Slavische tradities, waar men respectievelijk een vrouwelijke Prendi (godin van schoonheid en liefde) en Perperuna kende. Indien Fjörgynn inderdaad de oorspronkelijke Germaanse dondergod was, dan ligt het voor de hand dat Fjörgyn zijn eega was.

## Kosmische strijd
In veel Indo-Europese tradities komt een strijd voor tussen de dondergod en monsters. Indo-Europeanisten hebben hieruit geconcludeerd dat het om een oorspronkelijk, Indo-Europees motief gaat. De dondergod gebruikt zijn wapen tegen de monsters die voor chaos en verwoesting staan. Zo bevechten Perkunas en Indra diverse gnomen en demonen, bestrijdt Zeus onder andere de Titanen, gaat Herakles met allerlei monsters de strijd aan, en vecht Thor onophoudelijk tegen reuzen (jötun), indringers die buiten de goddelijke en menselijke werelden wonen. Meer typerend is echter een met aarde en water geassocieerde draak.
De oorspronkelijke betekenis van dit motief is wellicht de overwinning van groei op stagnatie, geboorte op dood en orde op chaos. De mythe van het gevecht leidde tot een veelheid van vormen in zowel kosmogonische mythen als literaire teksten over helden. In de Rig-Veda (4.18.7c-9d) zegt Indra's moeder over diens gevecht tegen Vrtra:
'Mijn zoon, die Vrtra versloeg met het grote wapen, bevrijdde die rivieren.'
Een later voorbeeld is Euripides' Phoinissai (657-665), waarin niet langer een god, maar een held de draak doodt:
'Er was de moordzuchtige draak die Kadmos doodde met een steen, die hij met zijn beestdodende arm wierp naar de moordzuchtige kop.'
Naast de hoeveelheid bronnen en de spreiding daarvan is de formuleringswijze voor sommige onderzoekers reden om een gezamenlijke oorsprong aan te nemen. Tekstanalyse en etymologisch onderzoek suggereren namelijk dat in diverse Indo-Europese tradities formuleringswijzen semantisch en etymologisch verwant zijn. De volgende mythologische en literaire gevechten tussen dondergoden, helden en draken gelden als representaties van het motief:
| Indo-Europese tak | Goden/helden – monsters                                                                                                  |
| ----------------- | --- |
| Albanees          | Drangue versus Kulshedra/Ljubi                                                                                           |
| Avestaans         | - Tyštria (Sirius) – Apaoša - Thraetaona (dankzij steun van Verethragna) – Aži Dahaka                                    |
| Baltisch          | Perkunas versus Áitvaras                                                                                                 |
| Germaans          | - Thor – Midgaardslang - Sigurd – Fafnir - Beowulf – Grendel en de vuurdraak                                             |
| Grieks            | - Zeus – Typhon. - Apollo – Python - Herakles – Hydra (welke tot het nageslacht van Typhon behoort) - Perseus – Gorgonen |
| Hettitisch        | Tarhunn – Illuyankaš |
| Indiaas           | - Indra – Vrtra - Trita Āptya (dankzij steun van Indra) – Visvarūpa                                                      |
| Keltisch          | Ferguson mac Léti – de muirdris                                                                                          |
| Slavisch          | Perun – een draak - → Sint Ilya (Elijah) – een draak                                                                     |

Veel van de genoemde monsters zijn met aarde en water geassocieerd. Zo zijn de Noordse reuzen uit de aarde geboren, en is Typhon het kind van Gaia. Daarmee staan ze dus tegenover de atmosferische goden. De draak zorgt in verschillende overleveringen voor verwoesting, droogte en materiële armoede. Typhon had bijna de wereld en de goden aan zich onderworpen, Fafnir uit de Völsungsaga en de vuurdraak uit de Beowulf bewaakten een schat (goud dat zo niet kon circuleren), Vrtra hield water tegen enzovoort. De draak symboliseert zodoende chaos en de dood. Het motief van de strijd maakt de stormgod tot een beschermer van de kosmische orde, en dus ook van het aardse leven. Dit versterkt zijn associatie met vruchtbaarheid en de herleving van de natuur, in aanvulling op zijn macht over storm en regen.
Bij het motief is een verband gesuggereerd met andere mythen, waarin een held met behulp van een storm- of oorlogsgod (bijvoorbeeld Indra) ontvoerd vee terug probeert te krijgen van een (driekoppige) slang of draak. Deze groep van 'veeontvoeringsmythen' zou eveneens Indo-Europees zijn.

## Kritiek
Critici van reconstructies zoals Perkwunos vinden dat vooral de Germaanse, Baltische en Slavische tradities coherent etymologisch en mythologisch bewijs leveren. Daarom was Perkwunos misschien slechts een Noord-Europese godheid. Niet-Indo-Europese dondergoden en draken verschillen soms aanzienlijk van de Indo-Europese, maar door de grote verbreiding en verschillende oorsprong van draken en dondergoden is onafhankelijke, regionale ontwikkeling niet uitgesloten. Ook is diffusie of horizontale overdracht een verklaring. Zo is voor veel Grieks en Hettitisch materiaal een bron uit het Oude Nabije Oosten vastgesteld. Concepten worden in die gevallen tussen groepen uitgewisseld. Niet de Indo-Europeanen in het algemeen, maar één Indo-Europese groep ontwikkelt een bepaalde god, en die wordt overgenomen door een niet-Indo-Europese groep. Die groep beïnvloedt later op zijn beurt een andere, wel Indo-Europese groep die de god eerst nog niet had. Hoewel speculatief, blijft het theoretisch gezien mogelijk.
Tevens is de relatie met niet-Indo-Europese mythen over dondergoden en draken onduidelijk. Mesopotamië had bijvoorbeeld de mythische strijd tussen Tiamat en Marduk, Kanaän die van Jahweh tegen Leviathan, en Egypte die van Seth en Apophis. Classicus Martin L. West deed zowel onderzoek naar Indo-Europese mythologie als de interactie tussen Griekse en Nabij-Oosterse mythologie, maar hij vermijdt dit punt. Het blijft onduidelijk of de drakendodersmythe universeel, Nabij-Oosters (horizontale overlevering) of zuiver Indo-Europees (verticale overlevering) is. Mytholoog J. Fontenrose verwerpt een Indo-Europese oorsprong. Hij herleidt de strijd van Apollo en Zeus evenwel tot de Anatolische mythen, waartoe de strijd tussen Tarhunn en Illuyankaš behoort. Indo-Europeanist C. Watkins heeft de uitvoerigste studie gemaakt naar een Indo-Europese oorsprong op basis van vergelijkende mythologie en taalkunde. Classicus Daniel Ogden, in zijn boek over Oud-Griekse draken, stelt dat Watkins' poging echter te vaag is. Germaans materiaal kan volgens hem ook misleidend zijn. Zo bevat de Beowulf invloeden van de hagiografie-traditie, waarin draken verslagen worden door heiligen. Als een motief echter universeel is, dan is het volgens M.L. West des te waarschijnlijker dat het ook Indo-Europees is.
Mythologie van A tot Z · Categorie